# Gora Mozhajskogo
Gora Mozhajskogo (englische Transkription von russisch Гора Можайского Gora Moschaiskowo) ist ein Nunatak im ostantarktischen Mac-Robertson-Land. In den Amery Peaks der Aramis Range in den Prince Charles Mountains ragt er 5 km südlich des Sandilands-Nunataks am Ostrand des Nemesis-Gletschers auf.
Russische Wissenschaftler benannten ihn nach dem russischen Marineoffizier und Flugpionier Alexander Fjodorowitsch Moschaiski (1825–1890).